# Hypothèse Shiva
L'hypothèse Shiva (Shiva Hypothesis en anglais) est une hypothèse tentant d'expliquer les différentes périodes d'extinction massive terrestres. Elle est nommée d'après Shiva, le dieu hindou de la destruction.
Postulée par Michael Rampino de l'université de New York, l'hypothèse est que la traversée du plan de la Voie lactée par le Système solaire entraîne des perturbations gravitationnelles suffisantes pour perturber les comètes du Nuage d'Oort. Ces perturbations amèneraient des comètes vers l'intérieur du Système solaire, ce qui augmenterait les chances d'impact cosmique. Selon cette hypothèse, la Terre expérimente de grands impacts cosmiques à chaque 30 millions d'années (comme lors de l'extinction Crétacé-Tertiaire) puisqu'elle traverse le plan galactique selon cet intervalle de temps.
En 2015, Rampino développe plus profondément l'hypothèse en affirmant que les perturbations pourraient être causées par une fine couche de matière noire, qui pourraient aussi, si elle est composée de WIMPs, interagir avec l'intérieur de la Terre et réchauffer son noyau.